# Anastasia Samoylova
Anastasia Samoylova (nacida en 1984, Moscú) es una artista estadounidense nacida en Rusia que trabaja con fotografías de estudio y documentales en investigación del paisaje y del medio ambiente, como el aumento del nivel del mar en el sur de Florida.

## Trayectoria
Nacida en la Unión Soviética en la década de 1980, terminó sus estudios de máster en la Universidad Estatal Rusa de Humanidades en Moscú en 2007 y un máster en Bellas Artes en la Universidad Bradley en Peoria, Illinois, en 2011. Se mudó a Miami Beach, Florida, en 2016.
El trabajo de Anastasia Samoylova investiga los cambios en el paisaje de las ciudades costeras de Estados Unidos y otros países. Su trabajo se centra principalmente en el sur de Florida, donde reside, y en su obra artística forman parte hitosarquitectónicos de Miami Beach, como Shore Apartments. En Florida  desarrolló también su investigación visual FloodZone.
Samoylova ha expuesto su obra en el Museo Metropolitano de Arte de Nueva York, en el centro C/O de Berlín, Alemania, la Fundación MAPFRE, España, el Museo George Eastman, Nueva York, el Museo de Arte Chrysler, Virginia, la Photographer's Gallery, Londres, y la Kunst Haus, de Viena, Austria, entre otros.
Su trabajo ha aparecido en publicaciones como The New Yorker, Wired y Foam. Ha realizado también residencias artísticas en Latitute Chicago, en 2015, y en Oolite Arts, en Miami, entre 2018 y 2019.
Inspirada por la película Playtime de Jacques Tati, en 2021 comenzó a desarrollar el proyecto fotográfico Image Cities, que abarca viajar y fotografiar 17 ciudades. Los criterios de selección se basaron en la lista de la Red de Investigación sobre Globalización y Ciudades Mundiales (GaWC), que destaca los centros urbanos y económicos de todo el mundo. Entre las ciudades se encontraban Londres, Nueva York, París, Tokio, Los Ángeles, Amsterdam, Toronto, Milán, Frankfurt, Ciudad de México, Madrid, Bruselas, Moscú y otras.
La exposición FloodZone ha sido expuesta en el Museo de Arte Chrysler, Virginia, y en el Museo George Eastman en Rochester, Nueva York, en 2022.
En 2024, la Galería de la Biblioteca Albin O. Kuhn de la Universidad de Maryland, condado de Baltimore, presentó una versión itinerante de Anastasia Samoylova: FloodZone, un importante estudio profesional hasta la fecha que incluye más de cuarenta obras de arte de Samoylova. La exposición aborda la crisis climática y las preocupaciones ambientales a través de imágenes fotográficas de paisajes.
El Museo Metropolitano de Arte de Nueva York ha organizado una exposición bipersonal para su calendario de exposiciones de 2024-2025 con la obra de Samoylova y fotografías de Walker Evans. La investigación expositiva y la relación visual entre ambos artistas se ampliaron en una publicación lanzada en 2022 y editada por Thames and Hudson.
El trabajo de Samoylova está incluido en colecciones de museos estadounidenses e internacionales como el Pérez Art Museum Miami, Florida, el High Museum of Art en Atlanta, Georgia, y el Museo de Fotografía Contemporánea de Chicago, Illinois.

## Reconocimientos
En 2022, Anastasia Samoylova fue preseleccionada para el premio alemán Deutsche Börse Photography Foundation. En 2023 fue la ganadora del KBr Photo Award de la Fundación MAPFRE, España.

## Publicaciones
- Zona de Inundación (2019). Gotinga: Steidl. ISBN 978-3958296336.[9]
- Anastasia Samoylova y Walker Evans: Floridas (2022). Gotinga: Steidl. ISBN 978-3969990070.[13]
- Anastasia Samoylova: Ciudades imagen (2023). Berlín: Hatje Cantz. ISBN 978-3-7757-5480-4[17]
- Anastasia Samóilova (2024). Támesis y Hudson. ISBN 9780500027189.[18]